# Iron and Wine
Samuel Ervin Beam (né le 26 juillet 1974 à Chapin, en Caroline du Sud), mieux connu sous le nom de scène Iron and Wine, est un musicien américain. Il interprète ses compositions principalement au chant et à la guitare, considérées comme de la folk par le public. Avant de se lancer dans la musique, il s'essaye aux arts visuels en étudiant le cinéma, qu'il enseigne plus tard, et en pratiquant la peinture, visible sur certaines pochettes de ses disques.
Au commencement de Iron and Wine, Samuel Beam développe ses créations en solo, puis se faisant connaître, il effectue diverses collaborations avec plusieurs artistes. Il enregistre sa musique sur différents albums, EP et singles, ainsi que quelques productions disponibles uniquement en téléchargement. Ayant gagné une reconnaissance internationale, il s'entoure régulièrement d'instrumentistes en studio et sur scène.

## Biographie

### Jeunesse
Né le 26 juillet 1974 à Chapin, en Caroline du Sud, Samuel Ervin Beam grandit dans une famille modeste. Il atteint le lycée tout en étant bercé par la musique country que son grand-père lui faisait écouter durant ses vacances à la campagne. Puis, il cumule des petits boulots pour financer ses études à l'université Commonwealth de Richmond, en Virginie, où il obtient un diplôme d'art, pour en obtenir un second à l'université des arts cinématographiques (en) de Floride. Avant de rencontrer le succès musical, sa principale source de revenus découle d'un travail d'enseignement en film et cinématographie à l'Université de Miami et à l'Université internationale d'art et de design de Miami (en).
Il passe sept ans à écrire des chansons, jusqu'à ce qu'un de ses amis lui prête un enregistreur à quatre pistes, lui permettant de faire des démos qu'il distribue autour de lui. Le frère du chanteur de Band of Horses en remet une à Mike McGonigal, du magazine Yeti (en), qui choisit la chanson Dead Man's Will, plus tard enregistrée sur In the Reins, pour l'intégrer à une compilation du magazine. Le musicien est ensuite repéré par le codétenteur du label discographique indépendant Sub Pop Records, Jonathan Poneman, qui le contacte pour lui proposer un contrat,. Samuel Beam choisit le nom de scène Iron and Wine, inspiré par un complément alimentaire appelé Beef, Iron and Wine (« Bœuf, fer et vin »), qu'il trouve dans une épicerie pendant qu'il faisait un film.
Il est élevé comme chrétien dans la Bible Belt, mais est désormais agnostique : « c'était une mauvaise période pour moi, mais être dans la confusion ne me manque pas. Je ne suis pas athée. Il y a indéniablement un monde invisible que certains nomment Dieu et qu'ils pensent connaître mieux que les autres. J'essaie de ne pas m'accrocher aux noms, ».
Samuel Beam pratique la peinture et est aussi peint par l'artiste britannique Joe Simpson, qui a fait son portrait avec de la peinture à l'huile sur une toile de 60 cm par 60 cm, exposée dans divers lieux au Royaume-Uni dont le Royal Albert Hall en juin 2012.

### Débuts et années 2000
Le premier album de Iron and Wine, The Creek Drank the Cradle (en), est édité par le label américain Sub Pop en 2002. Samuel Beam compose, interprète et enregistra les chansons de l'album chez lui. Avec des guitares acoustiques, du banjo et des guitares slides, sa musique est comparée à celle de Nick Drake, Simon and Garfunkel, Elliott Smith, Neil Young et John Fahey. En 2003, le single Such Great Heigts du groupe The Postal Service sort également chez Sub Pop, contenant 4 pistes dont la dernière est une reprise de la chanson par Iron and Wine. Sa version figure aussi sur sa compilation de morceaux inédits Around the Well. Son EP The Sea and the Rhythm, présentant d'autres chansons auto-produites, suit en 2003.
Son deuxième album paru en 2004, Our Endless Numbered Days (en), est entièrement enregistré dans un studio professionnel, avec une amélioration significative de la qualité du son. Produit à Chicago par Brian Deck (en), les instruments acoustiques étaient toujours au centre du projet, mais l'intégration de nouveaux musiciens donne naissance à une musique légèrement différente,. Cette même année, il enregistre la chanson The Trapeze Swinger pour le film En bonne compagnie, et voit sa reprise de Such Great Heights utilisée dans une publicité pour M&M's et dans la bande originale du film Garden State. Sa version, aussi utilisée dans une publicité d'Ask.com, sort finalement en 2006 sous forme de single, accompagnée d'enregistrements de The Trapeze Swinger et Naked as We Came réalisés pour Radio Vienna.
En février 2005, il sort un EP intitulé Woman King (en), sur lequel on peut entendre des percussions, du piano, du violon et de la guitare électrique s'ajouter au chant, au banjo et à la guitare acoustique. Quelques-unes de ses chansons explorent certaines figures féminines de la bible. L'EP In the Reins (en), une collaboration avec le groupe Calexico, sort en septembre 2005. Samuel Beam en écrit les chansons, mais Calexico ajoute sa marque de fabrique aux arrangements en apportant des nuances de jazz et son univers teinté de western, plusieurs pistes contenant notamment des cuivres,.
Le troisième album de Iron and Wine, intitulé The Shepherd's Dog (en), sort le 25 septembre 2007, accompagné d'une pochette montrant une peinture faite par Samuel Beam. Cet album se classe parmi les 10 meilleurs de 2007 par le magazine Paste. Joey Burns de Calexico et Paul Niehaus, ainsi que des musiciens de jazz tels que Matt Lux et Bob Burger y participent. Lorsque The Independent demande à Samuel Beam de décrire l'album, il répond : « ce n'est pas un enregistrement de propagande politique, mais c'est définitivement inspiré par la confusion politique, car la réélection de Bush m'a vraiment pris au dépourvu ». La dernière piste de l'album, Flightless Bird, American Mouth, est utilisée dans la saga Twilight. Elle est spécialement choisie pour la scène du bal de promotion par Kristen Stewart, l'actrice principale, et apparaît dans la bande originale.
L'EP Live Session EP (iTunes Exclusive) contient plusieurs pistes de ses autres albums, interprétées par le chanteur et sa sœur Sarah Beam, ainsi qu'une reprise de la chanson Love Vigilantes (en) de New Order. Sarah Beam participe aux chœurs sur plusieurs enregistrements studio de son frère,. La musique de Iron and Wine apparaît encore dans des séries télévisées comme Grey's Anatomy, Six Feet Under et Dr House.
L'album d'inédits Around the Well (en) paraît en 2009. Samuel Beam participe aussi à la compilation Dark Was the Night sortie en 2009 et produite par la Red Hot Organization, au bénéfice de la lutte contre le SIDA, avec la chanson Stolen Houses (Die).

### Années 2010
En novembre 2010, Iron and Wine sort une édition spéciale Record Store Day Flack Friday 12 en vinyle et CD, intitulée Walking Far from Home pour les magasins de disques indépendants. Le quatrième album de Iron and Wine, Kiss Each Other Clean (en), paraît le 25 janvier 2011 chez Warner Records en Amérique du Nord, et chez 4AD dans le reste du monde. Sur cet album, Samuel Beam mélange le style de ses débuts à une plus forte influence pop.
Ghost on Ghost (en), le cinquième album studio de Iron and Wine, est publié en avril 2013 par Nonesuch Records en Amérique du nord, et par 4AD dans le reste du monde. Ghost on Ghost marque une nouvelle exploration de sonorités indie-pop, country et jazz avec la participation du batteur Brian Blade à l'album,. En janvier 2014, en enregistrant pendant le vortex polaire de Chicago, Samuel Beam et son collaborateur régulier Brian Deck participent à l'album The Horse Comanche de Chadwick Stokes, sorti en 2015.
Iron and Wine sort deux albums en 2015, Archive Series : Volume 1 paru en février sur le label Black Cricket Recording Company, qui contient des chansons inédites enregistrées à la période de The Creek Drank the Cradle ; et Sing into My Mouth (en) paru en juillet, présentant des reprises enregistrées avec le chanteur Ben Bridwell (en). Love Letter for Fire (en), un album de duos avec la chanteuse autrice-compositrice Jesca Hoop, sortit chez Sub Pop en 2016. Produit, enregistré et mixé par Tucker Martine, l'album présente aussi des participations de Glenn Kotche (en) du groupe Wilco, de Rob Burger (en), d'Eyvind Kang, de Sebastian Steinberg (en), et d'Edward Rankin-Parker. En 2017, le sixième album studio de Iron and Wine, Beast Epic (en), sort chez Sub Pop et Black Cricket Recording Co.. Sur cet enregistrement, Samuel Beam épure la production d'un ensemble d'instruments des précédents disques, pour revenir à des structures de chansons plus simples et mélodiques. En mars 2019, Calexico et Iron and Wine annoncent Years to Burn (en), leur premier album collaboratif, qui sort le 14 juin 2019 chez Sub Pop. Puis ils partirent ensemble en tournée à travers l'Europe et les États-Unis.

### Années 2020
La tournée nord-américaine avec Calexico se poursuit jusqu'en janvier et février 2020, puis Samuel Beam reprend le chemin des concerts aux États-Unis fin 2021. En 2023, le réalisateur Josh Sliffe livre un portrait de l'artiste à travers un documentaire intitulé Who Can See Forever, composé d'entrevues avec le musicien et de scènes filmées lors d'un concert au Haw River Ballroom de Saxapahaw, en Caroline du Nord. Iron and Wine sort alors un album de 19 pistes constituant la bande originale du film sous le titre Who Can See Forever Soundtrack (en), qui paraît le 17 novembre 2023 chez Sub Pop.
À la fin de sa tournée en février 2024, Samuel Beam annonce la sortie de Light Verse (en) sur le même label, avec le partage d'une des dix pistes de ce nouvel album, la chanson You Never Know, ainsi qu'une nouvelle tournée en Amérique du nord suivie de quelques dates en Europe. Light Verse paraît le 26 avril 2024 et est en partie enregistré avec un petit groupe dans un studio de Laurel Canyon. Tyler Chester participe aux claviers, Sebastian Steinberg à la basse, David Garza à la guitare, Paul Cartwright au violon, Griffin Goldsmith, Beth Goodfellow et Kyle Crane aux percussions. Fiona Apple chante notamment sur le morceau All in Good Time pour ce septième album de Iron and Wine.

## Discographie
| Année | Albums studio              | États-Unis, | Royaume-Uni, | Notes         |
| ----- | -------------------------- | ----------- | ------------ | ------------- |
| 2002  | The Creek Drank the Cradle | –           | –            |               |
| 2004  | Our Endless Numbered Days  | 158         | –            |               |
| 2007  | The Shepherd's Dog         | 24          | 74           |               |
| 2011  | Kiss Each Other Clean      | 6           | 32           |               |
| 2013  | Ghost on Ghost             | 26          | 40           |               |
| 2017  | Beast Epic                 | –           | –            |               |
| 2019  | Years to Burn              | –           | –            | Avec Calexico |
| 2024  | Light Verse                | –           | –            |               |

### EP
| Année | EP                                | États-Unis[réf. nécessaire] | Royaume-Uni [réf. nécessaire] | Notes                 |
| ----- | --------------------------------- | --------------------------- | ----------------------------- | --------------------- |
| 2002  | Iron and Wine Tour EP             | –                           | –                             |                       |
| 2003  | The Sea and The Rhythm            | –                           | –                             |                       |
| 2004  | Iron and Wine iTunes Exclusive EP | –                           | –                             | Uniquement sur iTunes |
| 2005  | Woman King                        | 128                         | –                             |                       |
| 2005  | In the Reins                      | 135                         | –                             | Avec Calexico         |
| 2006  | Live Session (iTunes Exclusive)   | –                           | –                             | Uniquement sur iTunes |
| 2006  | Live at Lollapalooza 2006         | –                           | –                             | Uniquement sur iTunes |
| 2018  | Weed Garden                       | –                           | –                             |                       |

### Compilations et albums live
| Année | Compilations                   | États-Unis[réf. nécessaire] | Royaume-Uni[réf. nécessaire] | Notes                  |
| ----- | ------------------------------ | --------------------------- | ---------------------------- | ---------------------- |
| 2009  | Around the Well                | 25                          | –                            | Faces B & titres rares |
| Année | Albums live                    | États-Unis                  | Royaume-Uni                  | Notes                  |
| 2005  | Iron and Wine Live Bonnaroo    | –                           | –                            |                        |
| 2009  | Norfolk                        | –                           | –                            |                        |
| 2011  | Morning Becomes Eclectic       | –                           | –                            |                        |
| 2023  | Who Can See Forever Soundtrack | –                           | –                            |                        |